# Michałów-Parcele
Michałów-Parcele – wieś sołecka w Polsce położona w województwie mazowieckim, w powiecie grójeckim, w gminie Warka.
Wieś powstała z rozparcelowanego po II wojnie światowej folwarku Michałów. W roku 1952 pod nazwą Michałów Górny Parcele, od 1971 r. Michałów Parcele. 
W jej skład od 1971 r. wchodzi stara wieś Rudawica (z 1540 r), której w roku 1578 właścicielem był Rudawski a w 1666 r. Mikołaj Melchior Michałowski. Leżała w powiecie wareckim w ziemi czerskiej i należała do parafii we Wrociszewie. Nazwa od rudawy, czerwony lub bagna koloru rudego.
W latach 1975–1998 miejscowość administracyjnie należała do województwa radomskiego.